# Виллі (Торі)
Ви́ллі (ест. Võlli küla) — село в Естонії, у волості Торі повіту Пярнумаа.

## Населення
Чисельність населення на 31 грудня 2011 року становила 46 осіб.

## Географія
Село Виллі межує з південно-східною околицею селища Торі, волосного центру.
Через село тече струмок Торілаане (Torilaane oja).